# Equipe sueca na Copa Davis
A equipe sueca na Copa Davis representa a Suécia na Copa Davis, principal competição de tênis masculina por equipes do mundo. É administrada pela Svenska Tennisförbundet.
Conquistou sete títulos, todos no último quarto do século XX.

## Última escalação
Pela fase de grupos do Finals, em setembro de 2023.
- Filip Bergevi
- Leo Borg
- Karl Friberg
- André Göransson
- Elias Ymer